# پرچستان خلج
پرچستان خلج، روستایی از توابع بخش مرکزی شهرستان شوشتر در استان خوزستان ایران است.

## جمعیت
این روستا در دهستان شهید مدرس قرار دارد و براساس سرشماری مرکز آمار ایران در سال ۱۳۸۵، جمعیت آن زیر سه خانوار بوده‌است. در حال حاضر جمعیت این روستا روبه افزایش و بالغ بر ۶ خانوار می‌باشد.